# ファンタスティック (トーイ・ボックスのアルバム)
『ファンタスティック』（Fantastic）は、デンマーク出身のポップグループ、トーイ・ボックスの1枚目のアルバム。ヒット曲の「Tarzan and Jane」「The Sailor Song」「Best Friend」などを収録している。1999年9月リリース。

## 収録曲
1. "Toy-Box Pictures Presents" (0:38)
2. "The Sailor Song" (3:04)
3. "Best Friend" (3:28)
4. "Tarzan & Jane" (3:04)
5. "E.T." (3:40)
6. "Teddybear" (4:14)
7. "Super-Duper-Man" (3:17)
8. "I Believe in You" (3:29)
9. "Earth, Wind, Water & Fire" (3:36)
10. "What About" (3:40)
11. "Eenie, Meenie, Miney, Mo" (3:17)
12. "A Thing Called Love" (3:16)
13. "Sayonara (Goodbye)" (3:25)